# Булонь-сюр-Мер
Було́нь-сюр-Мер (фр. Boulogne-sur-Mer МФА: [bu.lɔɲ.syʁ.mɛʁ]о файле, з.-флам. Bonen, лат. Gesoriacum, Bononia, Bolonia) — город на севере Франции. Находится в регионе О-де-Франс, департамент Па-де-Кале, округ Булонь-сюр-Мер . Крупнейший рыболовный порт Франции и второй по численности населения, после Кале, город департамента Па-де-Кале.
Население (2018) — 40 664 человека, с пригородами — 84,8 тысяч человек.

## География и транспорт
Булонь-сюр-Мер расположен на берегу Ла-Манша, в 100 км к западу от Лилля и в 215 км к северу от Парижа, в месте впадения в пролив реки Льян. На территории города имеются две железнодорожные станции: на главном вокзале Булонь-Виль сходятся линии Булонь-Лонго и Булонь-Кале; станция Булонь-Тентельер рядом с историческим центром города является следующей от главного вокзала в сторону Кале. 

## История
Название города Булонь впервые упоминается в период Римской империи как Бонония (Bononia). Оно происходит от немецкого слова «bona», означающего «деревянный пол». Тот же корень можно обнаружить в Виндобона (Vindobona), римском названии города Вена. «Bona» здесь, скорее всего, означает «амбар». Это же словообразование можно обнаружить в названии итальянского города Болонья (Bologna).

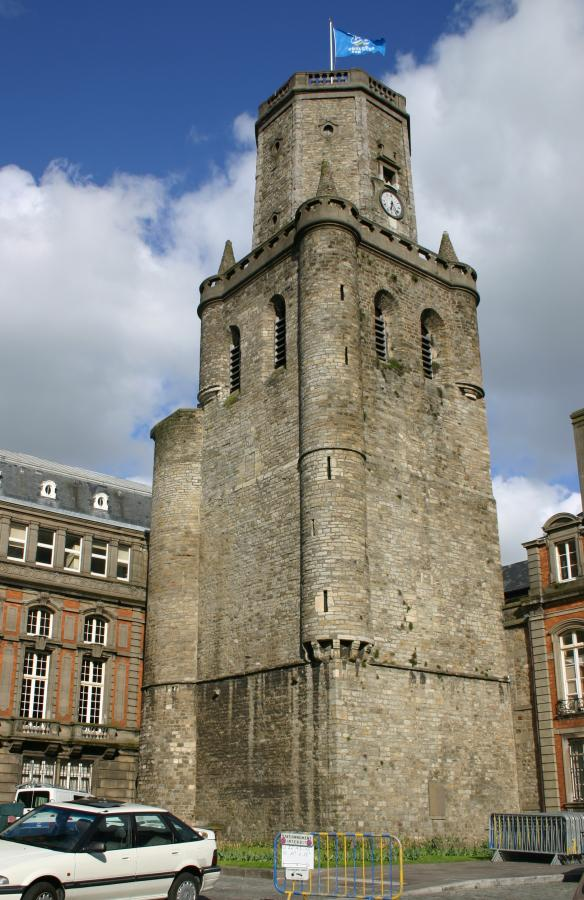
Беффруа Булонь-сюр-Мер

Основало город кельтское племя бойи. Римляне использовали его как основной морской порт, связывающий материковую часть империи с Британией. Император Клавдий в 43 году использовал Булонь как опорную базу для организации вторжения в Британию, и до 296 года она была местом базирования Classis Britannica, римского флота в Ла-Манше.
В Средние века Булонь была центром одноименного графства. Земли графства Булонь были объектом территориального спора между Францией и Англией, англичане владели городом в 1544—1550 годах. В 1550 году Булонский мир завершил войну Англии с Францией и Шотландией, французы выкупили город за 400 тысяч золотых экю.
В 1805 году в районе Булони император Наполеон I разместил Великую армию, собираясь начать отсюда завоевание Англии, но этим его планам не суждено было сбыться.
Во время Второй мировой войны здесь располагалась крупная военно-морская база германского флота, и в июне 1944 года город подвергся массированной бомбардировке авиацией союзников.

## Основные достопримечательности
- Беффруа XI века, часть Всемирного наследия ЮНЕСКО.

- Шато Омон XIII века; сейчас шато используется как музей, в нем располагается коллекция предметов искусства из Египта.
- Романская церковь Святого Николая XIII века, в которой сохранилось несколько статуй XV века.
- Кафедральный собор Нотр-Дам (Notre-Dame de Boulogne) в стиле классицизма с куполом высотой 101 метр. Собор построен в 1827—1863 годах на месте разрушенного средневекового собора. Крипта собора одна из крупнейших во Франции и включает римские, романские и готические элементы.
- Nausicaä — открытый в 1991 году французский национальный центр изучения моря. Здесь можно посетить аквариум, выставку морской фауны и осмотреть примеры эксплуатации и управления морскими ресурсами.
- До 1644 года на берегу стояла башня Ордра[фр.] или Одра — первый документально известный маяк Франции, построенный Калигулой в 90 году н. э.

## Экономика

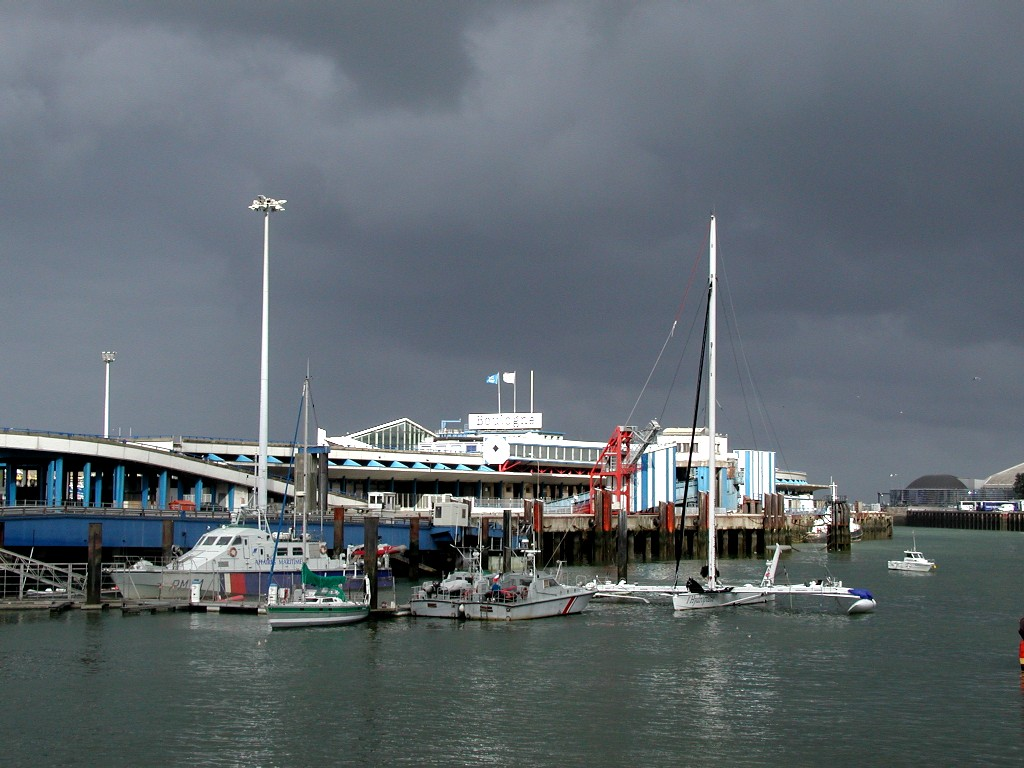
Порт Булонь-сюр-Мер

Булонь-сюр-Мер — крупнейший рыболовный порт Франции, около 7 тысяч жителей города так или иначе связаны с
добычей, продажей и переработкой рыбы. В городе расположены главный французский научно-исследовательский институт эксплуатации морских ресурсов (IFREMER) и институт Пастера (Institut Pasteur). В Булонь-сюр-Мер также находятся производства американской упаковочной компании Crown Holdings и шведского производителя продукции из замороженной рыбы Findus.
Структура занятости населения:
- сельское хозяйство — 1,7 %
- промышленность — 12,5 %
- строительство — 3,6 %
- торговля, транспорт и сфера услуг — 40,9 %
- государственные и муниципальные службы — 41,3 %

Уровень безработицы (2017) — 28,0 % (Франция в целом — 13,4 %, департамент Па-де-Кале — 17,2 %). 

Среднегодовой доход на 1 человека, евро (2017) — 16 010 (Франция в целом — 21 110, департамент Па-де-Кале — 18 610).

## Демография
Динамика численности населения, чел.

## Политика
Пост мэра Булонь-сюр-Мер с 2014 года возглавляет член Социалистической партии, депутат Национального собрания Франции Фредерик Кювилье. На муниципальных выборах 2020 года возглавляемый им левый список победил в 1-м туре, получив 66,81 % голосов.
| Период | Период | Фамилия             | Партия                  | Примечания |
| ------ | ------ | ------------------- | ----------------------- | --- |
| 1953   | 1977   | Анри Эннегель       | Социалистическая партия | член Генерального совета департамента, депутат Национального собрания, сенатор                                                         |
| 1977   | 1989   | Ги Лангань          | Социалистическая партия | профессор, депутат Национального собрания                                                                                              |
| 1989   | 1996   | Жан Мюзле           | Разные правые           | руководитель компании |
| 1996   | 2002   | Ги Лангань          | Социалистическая партия | профессор, депутат Национального собрания, член Генерального совета департамента                                                       |
| 2002   | 2012   | Фредерик Кювилье    | Социалистическая партия | профессор, депутат Национального собрания, член Генерального совета департамента, министр-делегат по вопросам транспорта и рыболовства |
| 2012   | 2014   | Мирей Энгрес-Середа | Социалистическая партия | профессор классической литераторы, член Совета департамента                                                                            |
| 2014   |        | Фредерик Кювилье    | Социалистическая партия | депутат Национального собрания, президент агломерации Булонь                                                                           |

## В астрономии
В честь города назван астероид (361) Бонония, открытый в 1893 году.

## Города-побратимы
- Ла-Плата, Аргентина
- Фолкстон, Великобритания
- Цвайбрюккен, Германия
- Сафи, Марокко

## Галерея

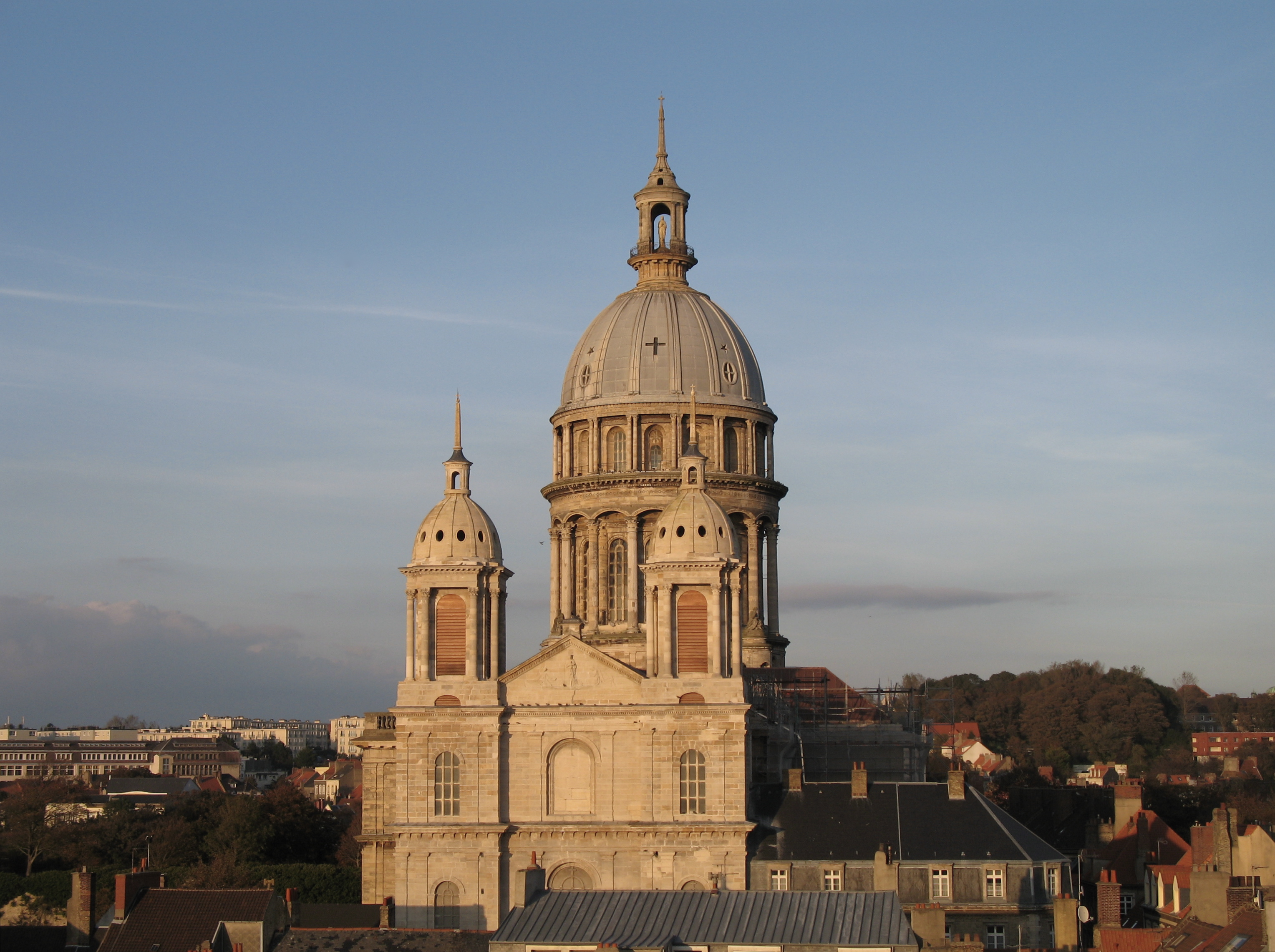
Собор Нотр-Дам
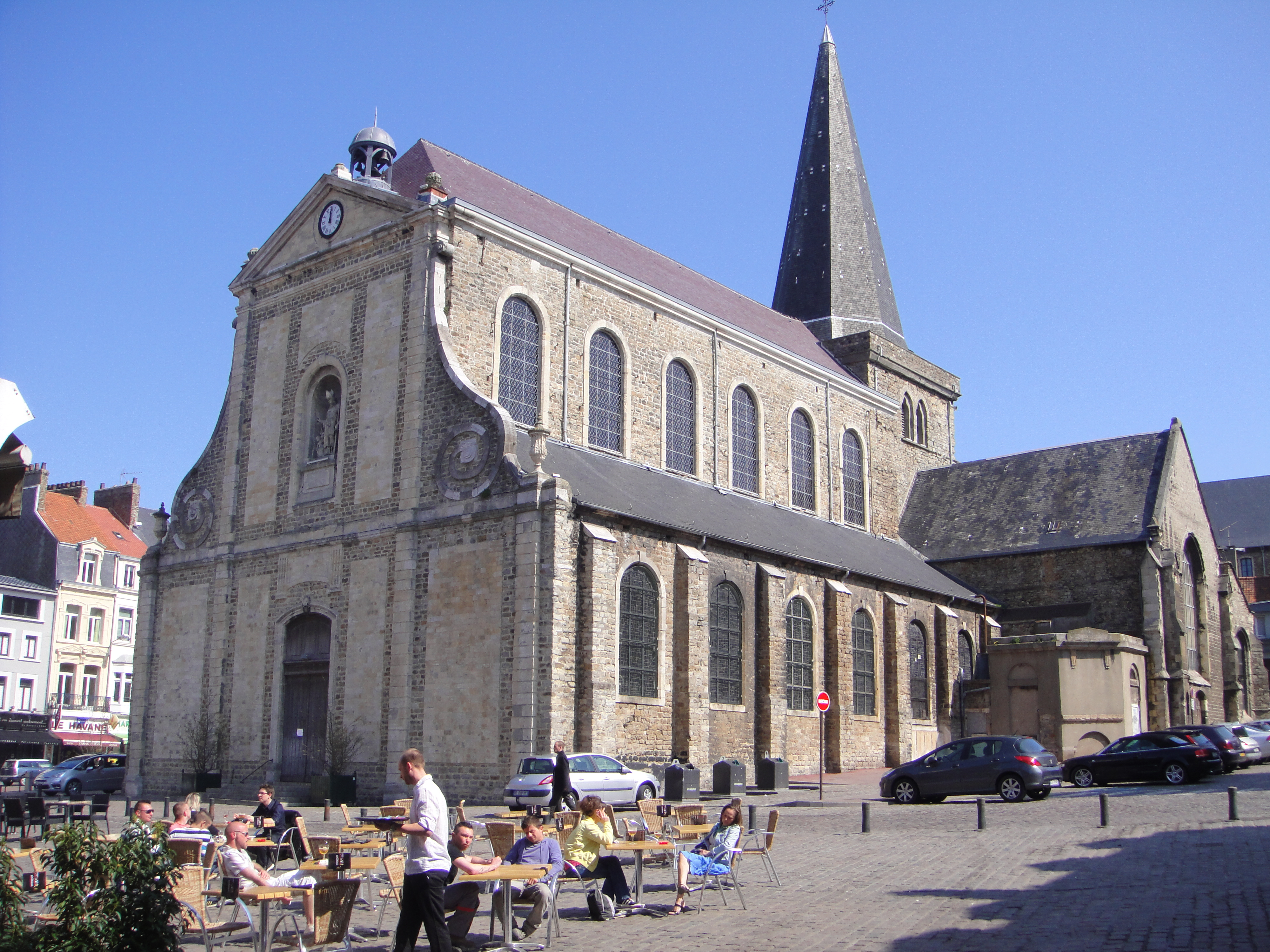
Церковь Святого Николая
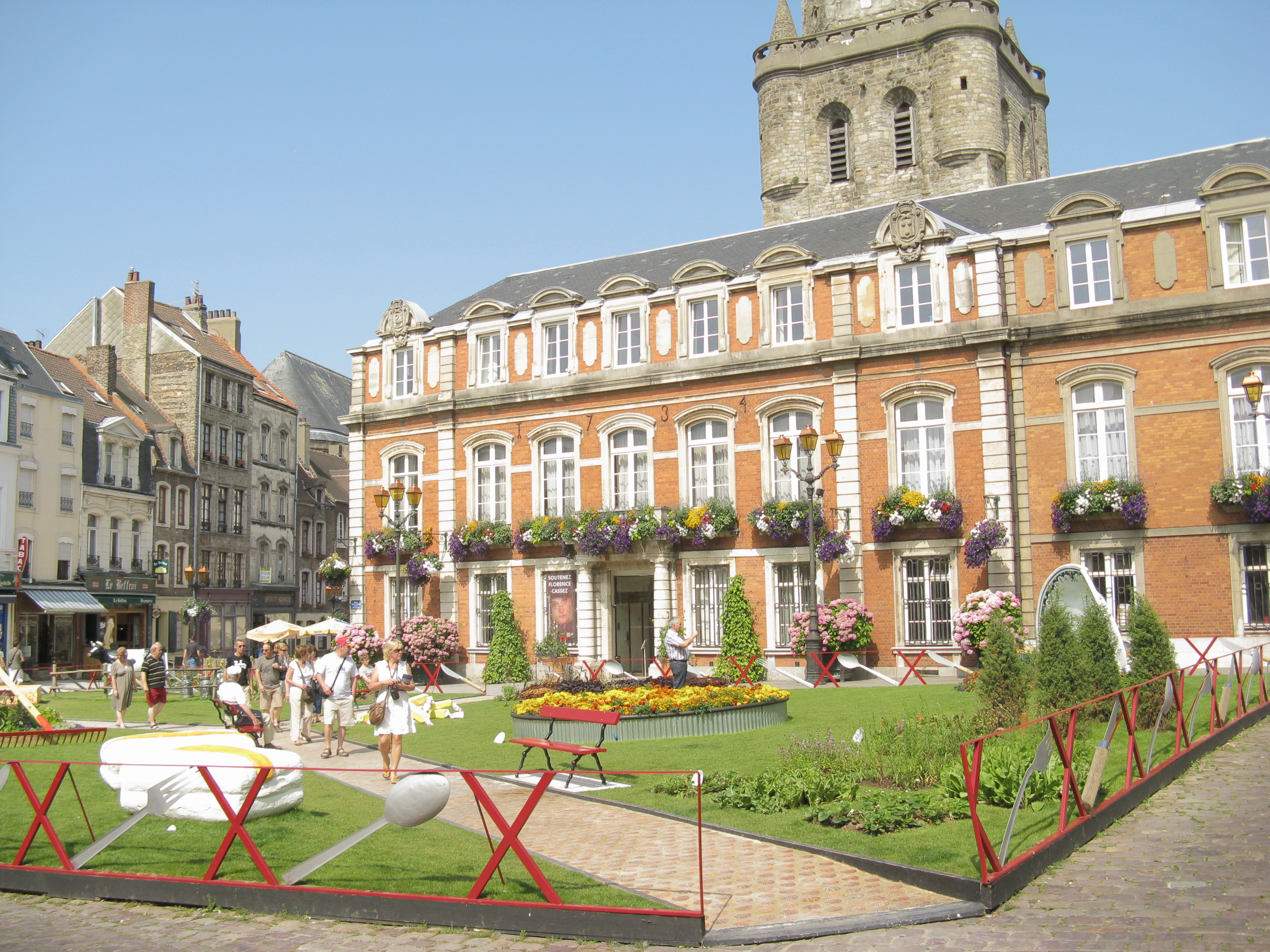
Здание мэрии
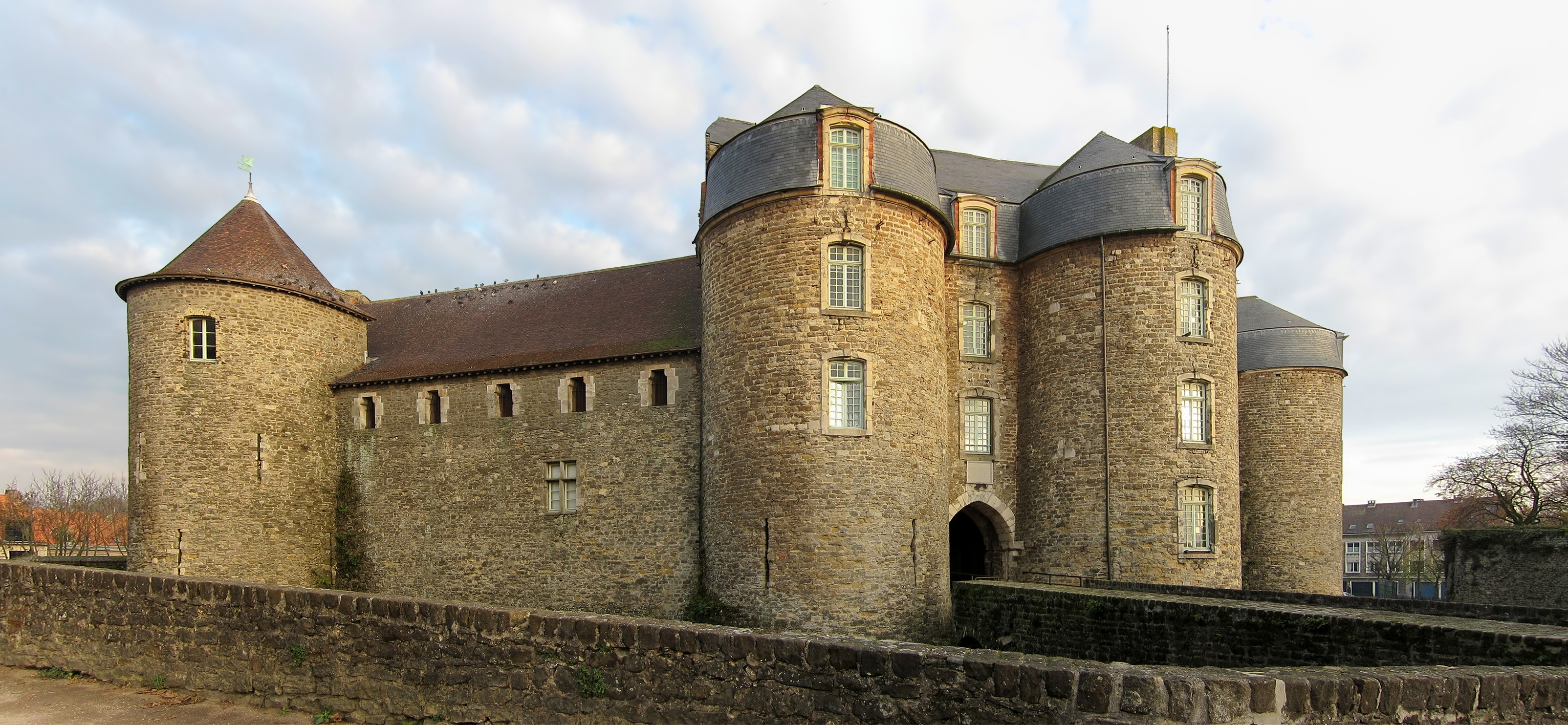
Шато Омон
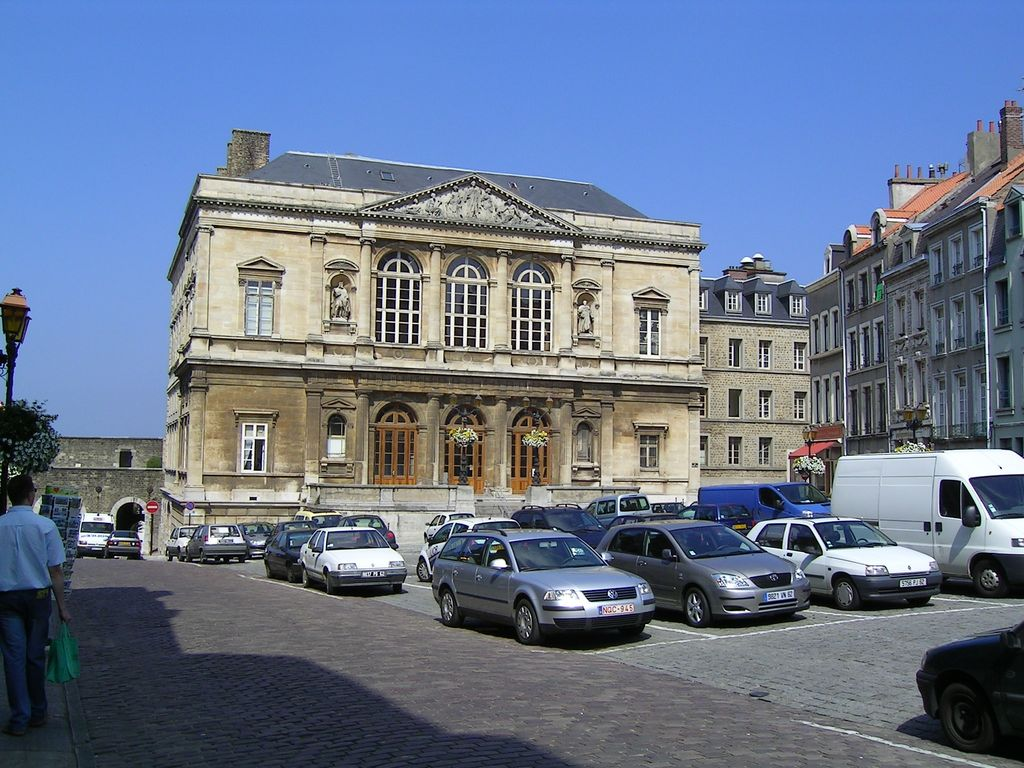
Здание суда
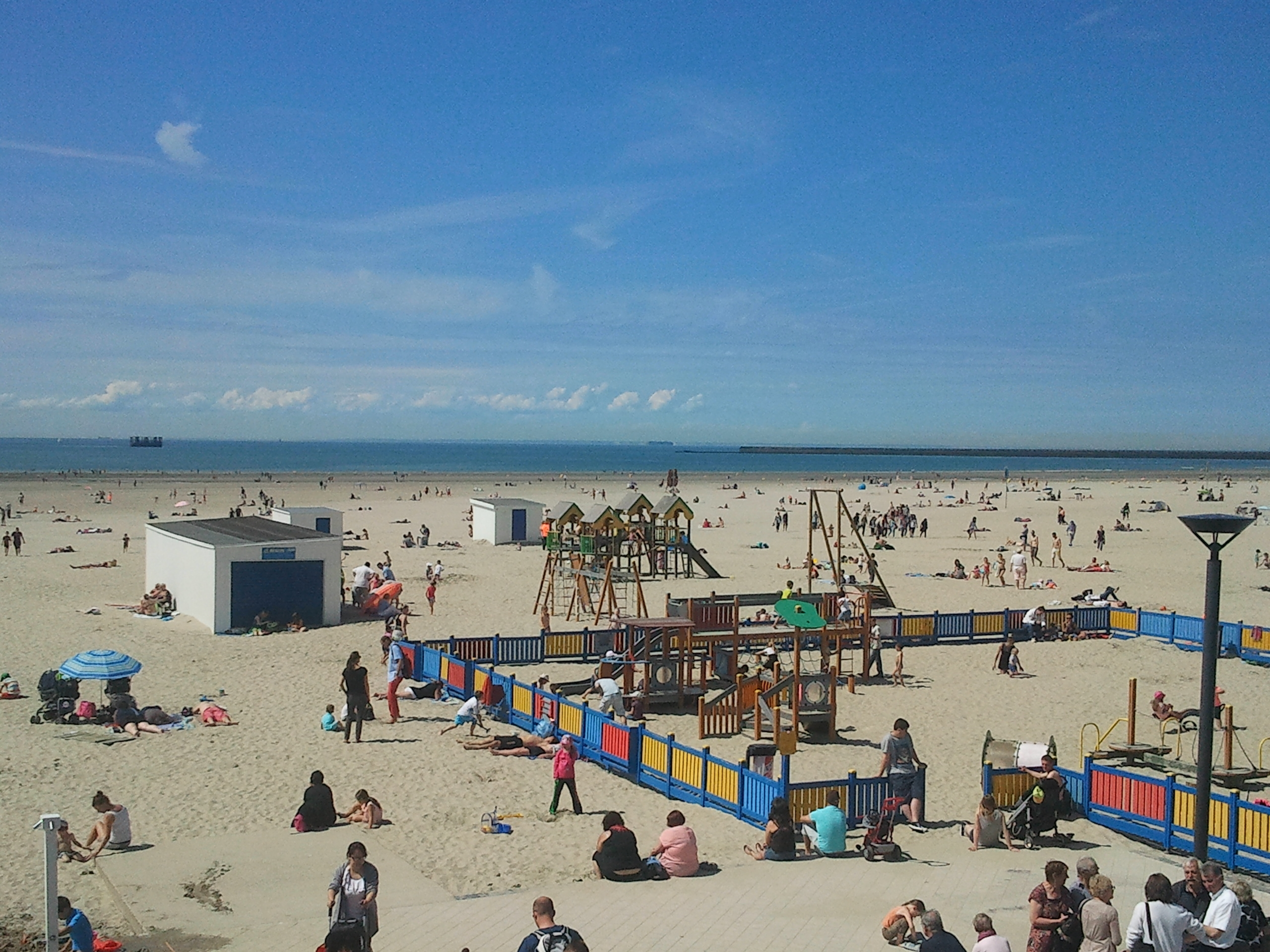
Пляж
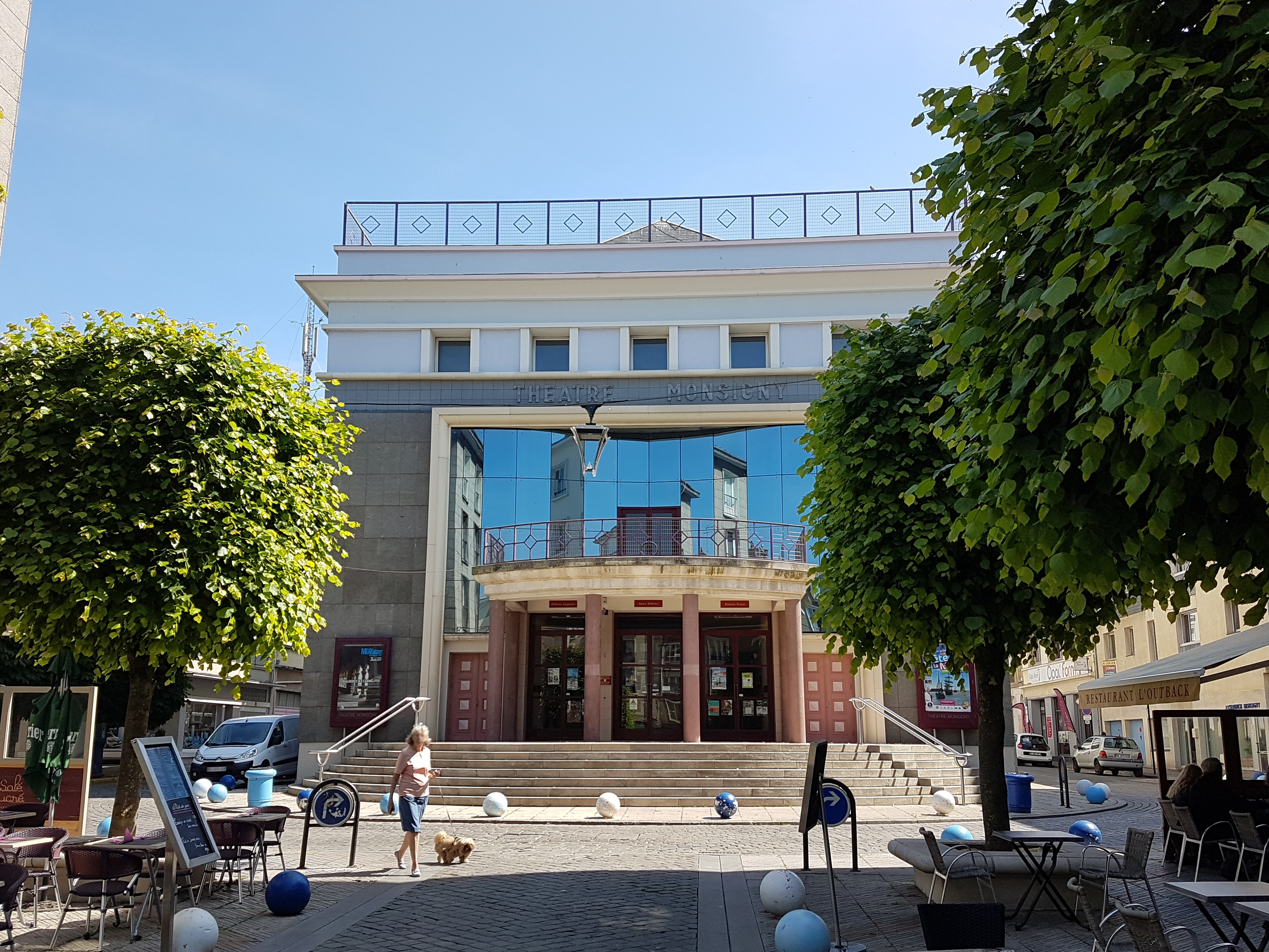
Театр Монсиньи
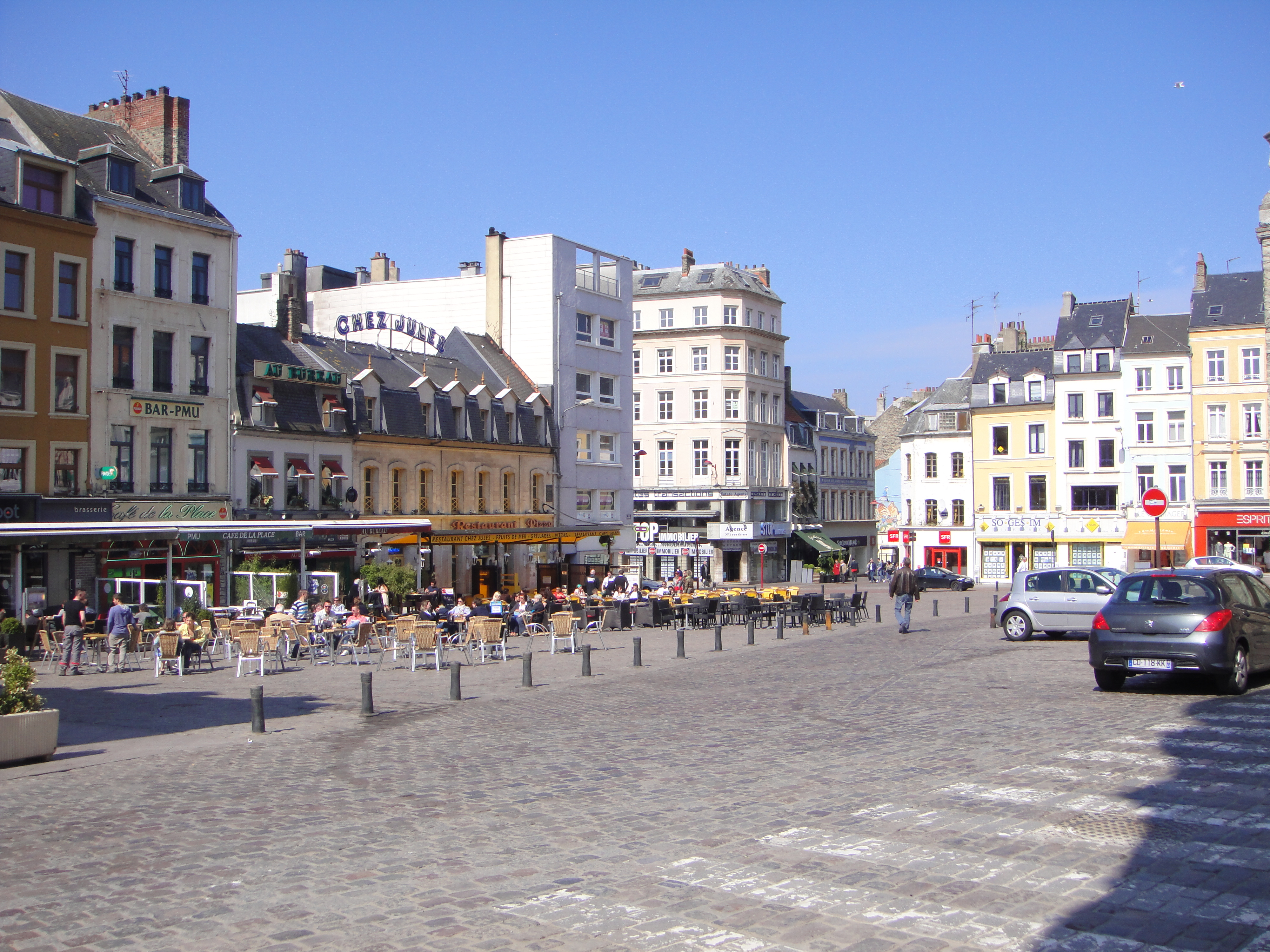
Площадь Дальтона